# William Higginbotham
William Higginbotham (25 de octubre de 1910 - 10 de noviembre de 1994) fue un físico que participó en el desarrollo de la bomba atómica. Asimismo, se le atribuye el haber creado uno de los primeros videojuegos, Tennis for Two, o Tennis para Dos, el cual es similar al PONG. Como líder del Instrumentation Division del laboratorio de Brookhaven, William aprovechó un osciloscopio para crear el famoso juego en 1958 con el cual entretener a los visitantes.

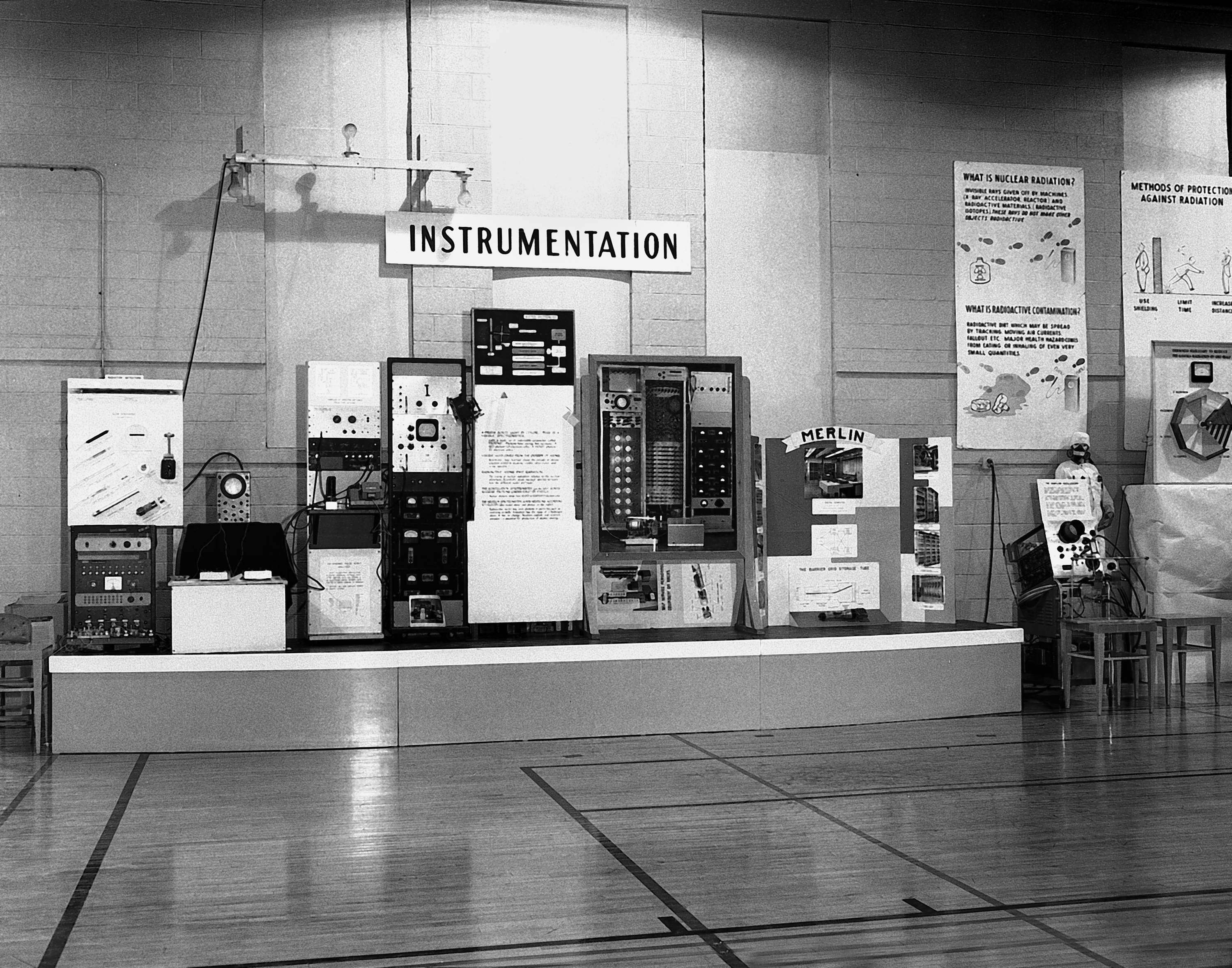
Exhibición de 1958 de Tennis for Two.

También fue el primer presidente de la Federation of American Scientists.
Obtuvo su grado universitario en la universidad Williams College en 1932 y continuó sus estudios entre la Universidad Cornell y el MIT. Durante la Segunda Guerra Mundial, trabajó en el laboratorio  